# Reedy-Creek-Observatorium
Das Reedy-Creek-Observatorium (engl. Reedy Creek Observatory; Sternwarten-Code 428) ist die private Sternwarte des australischen Amateurastronomen John Broughton. Sie liegt im Vorort Reedy Creek der australischen Stadt Gold Coast in Queensland auf einer Höhe von 66 Metern ü. d. M.

## Referenzen
- Lutz D. Schmadel (2003). Dictionary of Minor Planet Names. ISBN 3-540-00238-3.